# Santiago Urrutia

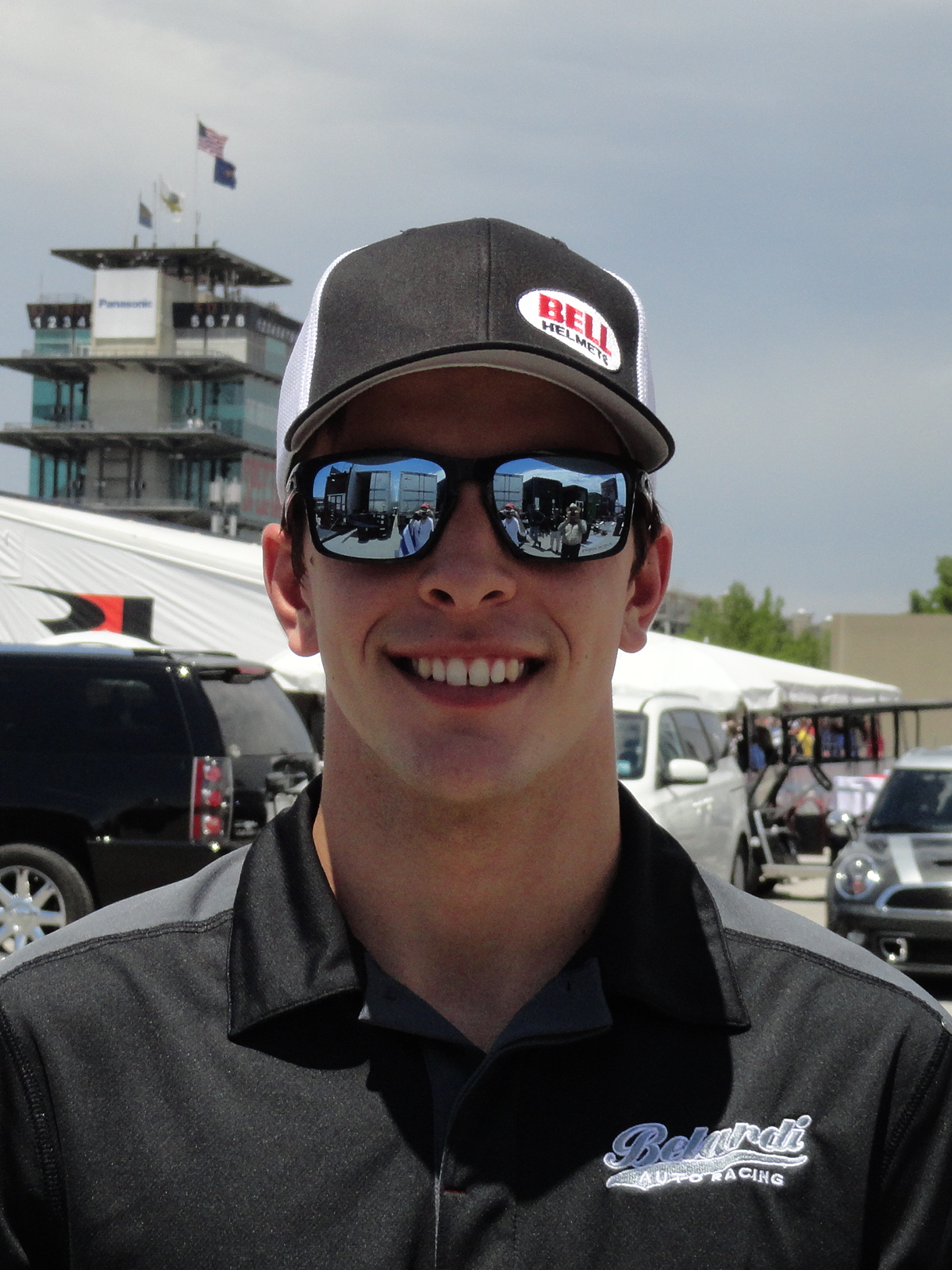
Santiago Urrutia (2017)

Santiago Urrutia Lausarot (* 30. August 1996 in Miguelete) ist ein uruguayischer Automobilrennfahrer. 2015 gewann er die Pro Mazda Championship. 2016 startete er in der Indy Lights.

## Karriere
Urrutia begann seine Motorsportkarriere 2006 im Kartsport, in dem er bis 2011 aktiv blieb. 2011 gab er zudem sein Debüt im Formelsport. Für Island Motorsport trat Urrutia zu vier Rennen der Formel Abarth an. Dabei wurde er 18. in der italienischen und 21. in der europäischen Wertung. 2012 startete Urrutia für BVM zu allen Formel-Abarth-Rennen. Er entschied drei für sich und stand insgesamt elfmal auf dem Podium. In der Gesamtwertung erreichte er den vierten Platz.
2013 wechselte Urrutia zu RP Motorsport in die European F3 Open. Er gewann zwei Rennen und erzielte insgesamt acht Podest-Platzierungen. Während sein Teamkollege Sandy Stuvik Vizemeister wurde, schloss Urrutia die Saison auf dem vierten Gesamtrang ab. 2014 trat Urrutia für Koiranen GP in der GP3-Serie an. Er blieb ohne Punkte und beendete die Saison auf dem 23. Gesamtrang.
2015 wechselte Urrutia nach Nordamerika in die Pro Mazda Championship zum Team Pelfrey. Er gewann drei Rennen und entschied die Meisterschaft für sich. Mit 355 zu 302 Punkten setzte er sich dabei gegen Neil Alberico durch. 2016 erhielt Urrutia ein Cockpit bei Schmidt Peterson Motorsports in der Indy Lights. Er gewann ein Rennen in Birmingham und beide in Lexington. Urrutia wurde bester Neuling. Mit 361 zu 363 Punkten unterlag er Ed Jones und wurde Gesamtzweiter.

## Statistik

### Karrierestationen
| - 2006–2011: Kartsport - 2011: Formel Abarth, europäisch (Platz 21) - 2011: Formel Abarth, italienisch (Platz 18) | - 2012: Formel Abarth (Platz 4) - 2013: European F3 Open (Platz 4) - 2014: GP3-Serie (Platz 23) | - 2015: Pro Mazda Championship (Meister) - 2016: Indy Lights (Platz 2) |

### Einzelergebnisse in der GP3-Serie
| Jahr | Team        | 1   | 2   | 3   | 4   | 5   | 6   | 7   | 8   | 9   | 10  | 11  | 12  | 13  | 14  | 15  | 16  | 17  | 18  | Punkte | Rang |
| ---- | ----------- | --- | --- | --- | --- | --- | --- | --- | --- | --- | --- | --- | --- | --- | --- | --- | --- | --- | --- | ------ | ---- |
| 2014 | Koiranen GP | ESP | ESP | AUT | AUT | GBR | GBR | GER | GER | HUN | HUN | BEL | BEL | ITA | ITA | RUS | RUS | UAE | UAE | 0      | 23.  |
| 2014 | Koiranen GP | 21  | 13  | 16  | 12  | DNF | 14  | 22  | 18  | 12  | DNF | 13  | 18  | DNF | 15  | 14  | 12  | 11  | 12  | 0      | 23.  |

### Einzelergebnisse in der Indy Lights
| Jahr | Team                                          | 1   | 2   | 3   | 4   | 5   | 6    | 7    | 8    | 9   | 10  | 11  | 12  | 13  | 14  | 15  | 16  | 17  | 18  | Punkte | Rang |
| ---- | --------------------------------------------- | --- | --- | --- | --- | --- | ---- | ---- | ---- | --- | --- | --- | --- | --- | --- | --- | --- | --- | --- | ------ | ---- |
| 2016 | Schmidt Peterson Motorsports w/Curb-Agajanian | STP | STP | PHO | BAR | BAR | INDY | INDY | INDY | ROA | ROA | IOW | TOR | TOR | MDO | MDO | WGL | LAG | LAG | 361    | 2.   |
| 2016 | Schmidt Peterson Motorsports w/Curb-Agajanian | 4   | 13  | 4   | 11  | 1*  | 2    | 2    | 14   | 9   | 1*  | 5   | 4   | 4   | 1*  | 1*  | 12  | 5   | 2   | 361    | 2.   |